# 刘小萍
刘小萍（1973年—），陕西西安人，汉族，中华人民共和国政治人物、第十二届全国人民代表大会陕西地区代表。
毕业于陕西省咸阳市委党校经济管理专业。任職陕西风轮纺织股份有限公司细纱工，加入中国共产党。2013年，担任全国人大代表。